# Trigat-LR

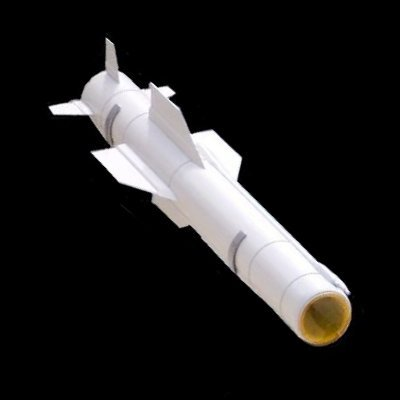
Trigat-LR

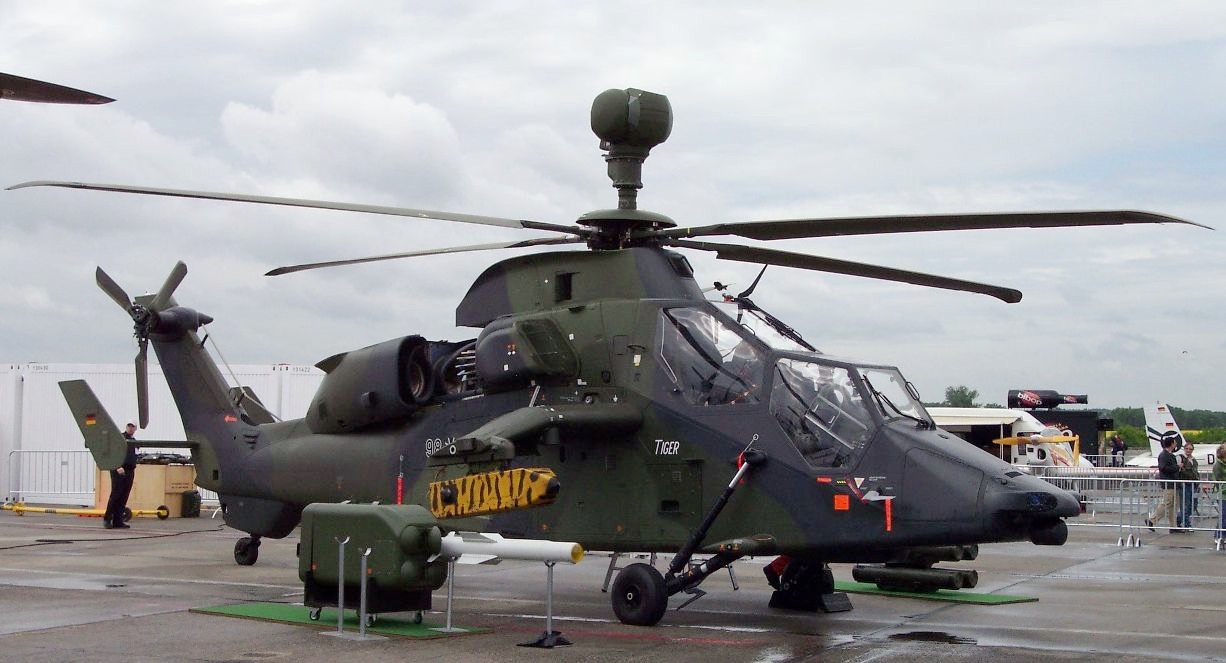
Tigre armé avec un Trigat-LR

Le Trigat-LR (Third Generation AntiTank, Long Range) également appelé Pars 3 LR en Allemagne, et AC 3G en France, est un missile air-sol de type tire et oublie en service depuis 2015 en Allemagne . Il est utilisé pour les applications à longue distance, et conçu pour la lutte antichars, mais aussi anti-hélicoptères et toute autre cible nécessitant une exposition minimale au feu ennemi pendant le tir. Ce missile est destiné à équiper l'Eurocopter Tigre (UHT et HAD).
Plus de 4 missiles Trigat peuvent être tirés en seulement 8 secondes. Le missile peut être tiré en suivant une trajectoire rectiligne classique ou en piqué (retombant au-dessus de la cible). Sa charge militaire est une ogive High Explosive Anti-Tank de 9 kg et sa portée est de 6 km.

## Développement
Entrepris par l'Allemagne de l'Ouest à la suite d'une demande initiale en 1982, le programme Trigat démarre en 1988 par une coopération entre ce pays, la France et le Royaume-Uni. Mais après le retrait du Royaume-Uni, seules l'Allemagne et la France restèrent en lice. Les premiers contrats du projet furent établis par les entreprises allemandes Diehl BGT Defence (manufacture et développement) et LFK, cette dernière devenue une filiale du groupe franco-allemand EADS.
Il est conçu avec un guidage optique infrarouge pour frapper des colonnes de véhicules blindés en étant tiré en salve. 
Une version plus légère, de moyenne portée et transportable par l'infanterie, appelée Trigat-MR (MR pour Medium Range) fut également planifiée mais annulée par la suite. Le projet Trigan était élaboré à partir du poste de tir MILAN 3 et devait tirer le Trigat-MR.
En raison des coûts budgétaires, la France quitta à son tour le programme en 2004, et sélectionna par la suite le AGM-114 Hellfire 2 américain pour équiper ses Tigres.
Le 30 juin 2006, l'Allemagne pris commande de 680 Trigat-LR pour un montant de 380 millions d'euros.
Les premiers missiles de la production en série ont été livrés fin 2015. Le test opérationnel n'a eu lieu qu'en 2018, alors que plus de la moitié des missiles commandés avait déjà été livrée. Il a eu lieu au White Sands Missile Range au Nouveau-Mexique. Des lacunes importantes dans le PARS 3 LR ont été révélées. De nombreux missiles « ont perdu leur cible assignée après avoir été lancés et ont choisi une nouvelle cible », ce qui mettrait en danger leurs propres troupes et celles de leurs alliés ainsi que les civils en cas d'urgence. Dans l'ensemble, seuls 16 % des missiles testés au Nouveau-Mexique ont atteint leur cible. Le PARS 3 LR n'aurait satisfait aux exigences que dans l'un des douze scénarios opérationnels selon la Cour fédérale des comptes.